# Néboa
Néboa es una serie de televisión española producida por RTVE y Voz Audiovisual y protagonizada por Emma Suárez e Isabel Naveira. Fue estrenada el 15 de enero de 2020 en La 1.

## Argumento
Es la primera noche de carnaval o entroido en la isla de Néboa, cuando aparece el cadáver de una adolescente en O Burato do Demo, un lugar rodeado de leyendas: en esa misma cueva ya habían aparecido cuerpos asesinados de la misma forma, en 1919 y en 1989. En ambas ocasiones, estos crímenes iniciaron una serie de cinco asesinatos durante los ocho días de carnaval. Asesinatos que nunca se llegaron a resolver.
La creencia popular es que el asesino es el urco, un hombre con cabeza de lobo que sale del mar rodeado de cadenas para llevarse a los vivos y que, al mismo tiempo, es una de las figuras representativas del entroido de Néboa. ¿Quién está cometiendo asesinatos desde hace más de 100 años? Para Mónica (Emma Suárez) y Carmela (Isabel Naveira), ha comenzado la cuenta atrás.

## Reparto

### Principal
- Emma Suárez – Teniente Mónica Ortiz
- Isabel Naveira – Sargento Carmela Souto
- Antonio Durán "Morris" – Antón Galmán
- María Vázquez – Rosa Seoane
- Alba Galocha – Vega Alonso Ortiz
- Nacho Nugo –  Gael Noguerol Souto
- Denís Gómez – Roque Noguerol
- Santi Prego – Alejandro Ulloa
- Xabier Deive – Gonzalo Torreiro
- César Cambeiro – Andrés Viqueira

### Secundario
- Eva Fernández – Mara Cabezas
- Sabela Arán – Olaia Ulloa Cabezas (Episodio 1 - Episodio 6; Episodio 8)
- Jorge Varandela – Roi Ulloa Cabezas (Episodio 1 - Episodio 3; Episodio 5 - Episodio 8)
- Luisa Merelas – Doña Amparo Ulloa
- Daniel Currás – Alberto Canedo
- Alfonso Agra – Julio Rivas "Coruxo" (Episodio 1 - Episodio 3; Episodio 5 - Episodio 6; Episodio 8)
- Nuncy Valcárcel – Marina Beceiro (Episodio 1 - Episodio 3; Episodio 5 - Episodio 7)
- Federico Pérez Rey – Ramón Varela "Moncho" (Episodio 1 - Episodio 3)
- Martín Duplá - Brais Galmán Seoane
- Monti Castiñeiras - José Manuel "Cholo" Suoto (joven) (Episodio 1; Episodio 4; Episodio 6 - Episodio 8)
- David Seijo – Mario Castro "Cascudo" † (Episodio 1 - Episodio 4; Episodio 8)
- Santi Cuquejo – Arturo Otero "Turco" (Episodio 1 - Episodio 3; Episodio 5; Episodio 8)
- Carmela Martins – Comba Fernández (Episodio 1 - Episodio 3; Episodio 5)

Con la colaboración especial de
- Nancho Novo – Teniente Manuel Ferro Castiñeiras † (Episodio 1 - Episodio 2; Episodio 8)
- Denisse Peña – Ana Galmán Seoane †
- Gonzalo Ramos – Emilio Rivera López (Episodio 3 - Episodio 6)

### Episódico
- Toni Salgado – Miguel Ferreiro "Pinche" (Episodio 1; Episodio 3)
- Iolanda Muíños – Isabel Grandío
- Fina Calleja – Benita Pillado
- Rebeca Montero – Nati Mosqueira
- Uxío Losada – José Manuel "Cholo" Suoto (Episodio 1 - Episodio 5)
- Jaime Vilasoa – Médico forense (Episodio 1)
- David Pereiro – Guardia civil (Episodio 1 - Episodio 2; Episodio 4; Episodio 6 - Episodio ¿?)
- Patricia Basoa – Guardia civil (Episodio 1; Episodio 6 - Episodio ¿?)
- Fé Besteiro – Madre de Comba (Episodio 1; Episodio 3)
- Fran Muíño – Padre de Turco (Episodio 1; Episodio 3; Episodio 5)
- Tacho González – Bieito Blanco (Episodio 2; Episodio 5 - Episodio ¿?)
- Sofía Rivas – Emma Montes (Episodio 2; Episodio 4 - Episodio 5)
- Alejandro Carro – Agente de la funeraria (Episodio 2)
- Xosé Eirín – Gabino Mosteiro (Episodio 2)
- Miguel Rodríguez – Alejandro Ulloa (joven) (Episodio 2; Episodio 4; Episodio 6 - Episodio ¿?)
- Sabela Ríos – Rosa Seoane (joven) (Episodio 2; Episodio 4; Episodio 6 - Episodio ¿?)
- Alfredo Andreu – Gonzalo Torreiro (joven) (Episodio 2; Episodio 4; Episodio 6 - Episodio ¿?)
- Rebeca Mirás – Doña Amparo (joven) (Episodio 2; Episodio 4)
- Teresa Sánchez – Isabel Grandío (joven) (Episodio 2; Episodio 4; Episodio 6 - Episodio ¿?)
- Maruxa Vázquez – Carmucha (Episodio 2)
- Luis Novo – Vecino (Episodio 2)
- Cristina Fuentes – Laura Domínguez (Episodio 3)
- Lois Soaxe – Silverio Rodríguez (Episodio 3 - Episodio 4)
- Saamira Ganay – Tareixa Carnota (Episodio 3)
- Iván Feal – Camarero (Episodio 3; Episodio 5 - Episodio ¿?)
- Víctor Maceiras – Requeixo (Episodio 3 - Episodio 4)
- Fernando Morán – Manuel Figueroa (Episodio 4)
- Rebeca Zajac – Mara Cabezas (joven) (Episodio 4; Episodio 6 - Episodio ¿?)
- Sarai Ríos – María Neira (Episodio 4)
- Toni Baldomir – Guardia civil (Episodio 4 - Episodio 5)
- Tito Asorey – Teniente Táboas (Episodio 5)
- Machi Salgado – Matías (Episodio 5)
- Fernando Rivas – Guardia marítimo (Episodio 5)
- Ana Santos – ¿? (Episodio 6 - Episodio ¿?)
- Nieves Rodríguez – ¿? (Episodio 6 - Episodio ¿?)
- Ana Oca – Carmela (Episodio 6 - Episodio 7)

## Producción
La serie se anunció oficialmente a finales de marzo de 2019. En mayo comienza el rodaje de la misma, confirmando a gran parte del reparto, incluyendo a la protagonista, Emma Suárez. En agosto se da por finalizado oficialmente el rodaje. Ese mismo mes se comienza a promocionar en TVE. A principios de 2020 se anuncia que la ficción sería estrenada en el prime-time de La 1 el miércoles 15 de enero.

## Temporadas y episodios
| Temporada | Temporada | Episodios | Estreno             | Final              | Audiencia media | Audiencia media | Audiencia media |
| Temporada | Temporada | Episodios | Estreno             | Final              | Espectadores    | Cuota           |                 |
| --------- | --------- | --------- | ------------------- | ------------------ | --------------- | --------------- | --------------- |
|           | 1         | 8         | 15 de enero de 2020 | 4 de marzo de 2020 | 1 244 000       | 8,4%            |                 |

### Primera temporada
| N.º (serie) | Título                 | Director              | Guionista(s)                                | Fecha de emisión      | Audiencia         |
| ----------- | ---------------------- | --------------------- | ------------------------------------------- | --------------------- | ----------------- |
| 1           | «Mércores de fariñada» | Gonzalo López-Gallego | Alberto Guntín, Xosé Morais y Víctor Sierra | 15 de enero de 2020   | 1 573 000 (10,3%) |
| 2           | «Xoves de folións»     | Gonzalo López-Gallego | Alberto Guntín, Xosé Morais y Víctor Sierra | 22 de enero de 2020   | 1 233 000 (8,2%)  |
| 3           | «Venres de máscaras»   | Jorge Saavedra        | Alberto Guntín, Xosé Morais y Víctor Sierra | 29 de enero de 2020   | 1 318 000 (8,7%)  |
| 4           | «Sabado das meigas»    | Jorge Saavedra        | Alberto Guntín, Xosé Morais y Víctor Sierra | 5 de febrero de 2020  | 1 044 000 (7,0%)  |
| 5           | «Domingo de bica»      | Manu Gómez            | Alberto Guntín, Xosé Morais y Víctor Sierra | 12 de febrero de 2020 | 1 133 000 (7,5%)  |
| 6           | «Luns Borralleiro»     | Manu Gómez            | Alberto Guntín, Xosé Morais y Víctor Sierra | 19 de febrero de 2020 | 1 201 000 (8,1%)  |
| 7           | «Martes de Entroido»   | Gonzalo López-Gallego | Alberto Guntín, Xosé Morais y Víctor Sierra | 26 de febrero de 2020 | 1 237 000 (8,5%)  |
| 8           | «7 días antes»         | Gonzalo López-Gallego | Alberto Guntín, Xosé Morais y Víctor Sierra | 4 de marzo de 2020    | 1 216 000 (8,5%)  |